# Sarcinodes susana
Sarcinodes susana là một loài bướm đêm trong họ Geometridae.